# اکتشاف (آلبوم دفت پانک)
«اکتشاف» (به انگلیسی: Discovery) آلبومی از گروه موسیقی موسیقی هاوس دفت پانک است که در ۳ مارس ۲۰۰۱ منتشر شد.
این آلبوم در چارت‌های فلاندرز در رتبه اول و در چارت‌های استرالیا، ایتالیا، والونیا، نروژ، سوئد، فرانسه، اتریش، بریتانیا، سوئیس، نیوزلند، کانادا جزو ده آلبوم اول قرار گرفت.